# Xiphiopsylla hyparetes
Xiphiopsylla hyparetes  (лат.) — вид блох из семейства Xiphiopsyllidae. Восточная Африка: Кения, Конго, Танзания. Среди хозяев отмечены мышиные следующих родов и видов: Lophuromys zena, Crocidura и Lophuromys flavopuncta, Rhinolophus hilderbrandti и
чёрная крыса (Rattus rattus).
Длина самок 4 мм, самцов — 3 мм. Имеют зубчики на абдоминальных 1-4 сегментах. 8-й тергит самцов хорошо развит, а 9-й тергит самок полностью редуцирован. Торакс и брюшко покрыты однообразными утолщенными щетинками.